# Joaquín de Molina y Zulueta
Joaquín de Molina y Zulueta (Puerto de Santa María, 28 de octubre  de 1750 - Madrid, 4 de abril de 1821) fue Jefe de Escuadra de la Real Armada, representante de la Junta de Sevilla en el Río de la Plata, presidente de la Presidencia de Quito y miembro del Tribunal de Guerra y Marina durante el Trienio Liberal.  

## Biografía
Joaquín Molina nació el 28 de octubre de 1750 en el Puerto de Santa María en la provincia de Cádiz. Se le concedió la  Orden de Santiago en 1778. Había sido designado comandante del apostadero del Callao en 1804, pero su viaje se había retrasado por varios años. Durante la guerra de independencia española, fue comisionado por la Junta de Sevilla como emisario a América en 1808. Concretamente, debía apaciguar los ánimos en el Río de la Plata por los rumores que circulaban y por los cuales se acusaba al virrey Santiago de Liniers de afrancesamiento. A su arribo el gobernador Elio había establecido una junta en Montevideo, como había sucedido en la península, y la relación con la capital virreinal estaba resquebrajada. Si bien tenía potestad de separar a Liniers de confirmarse su relación con el gobierno de José Bonaparte, su autoridad fue reconocida, logrando la restitución de comunicaciones entre Montevideo y Buenos Aires.
En enero de 1809 recibió orden de dirigirse a su destino en el Virreinato del Perú. Tras conocerse el establecimiento de la Junta Suprema de Quito el 10 de agosto de 1809, Molina fue nombrado por el virrey Abascal, y confirmado por el Consejo de Regencia en abril de 1810, como presidente de Quito en lugar del Conde Ruiz de Castilla, quien había sido depuesto en 1809 por la primera junta, repuesto en el mando en octubre de 1809, apresado a los juntistas a fines de año, y laxo al no tomar las precauciones debidas para evitar el motín del 2 de agosto que acabó violentamente con la vida de buena parte de la intelectualidad quiteña.
Molina, llegado a territorio de la presidencia, desconoció a Ruiz de Castilla, que entonces presidía la Junta Superior de Quito de 1810 que había gestionado Carlos Montúfar, empeándose en destituirlo. Aunque el Consejo de Regencia reconoció el establecimiento de la Junta Superior de Quito, Molina desconoció la Junta y estableció la Real Audiencia de Quito en Cuenca. Su errático accionar le valió la destitución, y la Regencia resolvió relevarlo del mando en favor de Toribio Montes en 1811.
Destituido de la presidencia, se dirigió a Lima, donde permaneció algunos años hasta volver a Madrid. Durante el Trienio Liberal fue miembro del Tribunal de Guerra y Marina, muriendo en el cargo el 4 de abril de 1821.